# سلفادور دالي

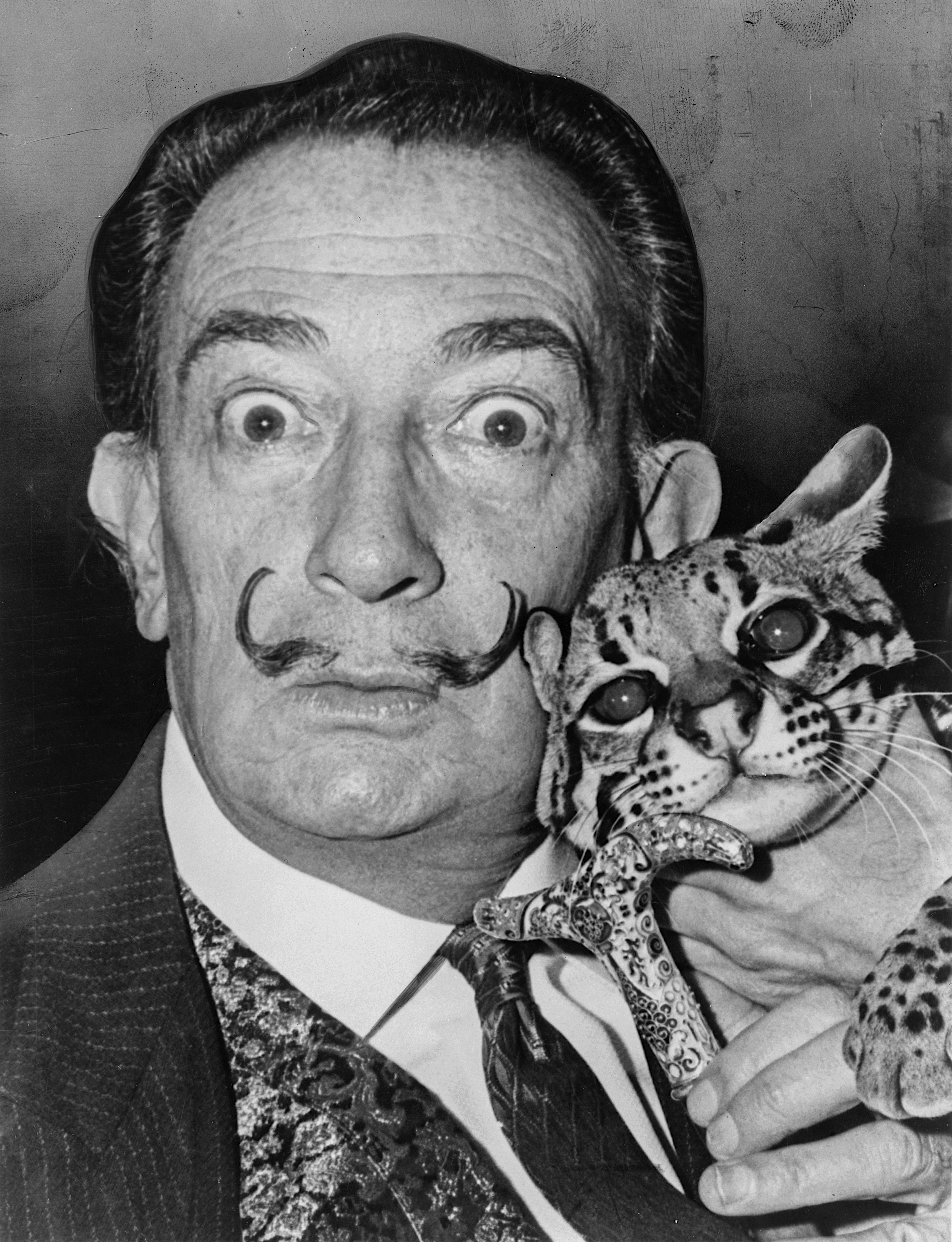
سلفادور دالي في عام 1965.

سلفادور فيليبي خاثينتو دالي إي دومينيتش (بالإسبانية: Salvador Felipe Jacinto Dalí i Domènech، ولد في 11 مايو 1904، فيغيراس، جرندة، إسبانيا - توفي في 23 يناير 1989، فيغيراس، كتالونيا، إسبانيا) رسام إسباني.
يعتبر دالي من أهم فناني القرن العشرين، وهو أحد أعلام المدرسة السريالية. يتميز دالي بأعماله الفنية التي تصدم المُشاهد بموضوعها وتشكيلاتها وغرابتها، وكذلك بشخصيته وتعليقاته وكتاباته غير المألوفة والتي تصل حد اللامعقول والاضطراب النفسي. وفي حياة دالي وفنه يختلط الجنون بالعبقرية، لكن دالي يبقى مختلفاً واستثنائياً. في فوضاه، في إبداعه، في جنون عظمته، وفي نرجسيته الشديدة.

## سيرته

### بداياته
ولد سلفادور دالي في جرندة بإسبانيا، قرب الحدود الفرنسية. ومثلما حدث مع الرسام الهولندي الشهير فان جوخ، فقد أُطلق على سلفادور دالي اسم شقيق له كان قد توفي قبل ولادته بثلاث سنوات، ويقول سلفادرو دالي عن ذلك: «لقد كنت في نظر والدي نصف شخص، أو بديل، وكانت روحي تعتصر ألماً وغضباً من جراء النظرات الحادة التي كانت تثقبني دون توقف بحثاً عن هذا الآخر الذي كان قد غاب عن الوجود‍‍».
عاش دالي مُرفهاً بين أسرة ثرية، وكان والداه يوفران له كل مطالبه. ونتيجة لدلاله المبالغ فيه فقد عُرف عنه سلوك الطائش، كدفعه صديقه عن حافة عالية كادت تقتله، أو رفسه رأس شقيقته «آنا ماريا» التي كانت تصغره بثلاث سنوات، أو تعذيب هرّة حتى الموت، واجداً في أعماله تلك متعة كبيرة كالتي كان يشعر بها حين يعذب نفسه أيضاً حيث كان يرتمي على السلالم ويتدحرج أمام نظر الآخرين. ولعل هذه التصرفات التي أوردها سلفادور دالي في مذكراته فيما بعد هي التي شكّلت الشرارة النفسية الأولى للمذهب الفني الذي اختاره للوحاته.

### البدايات الفنية
ساهم رامون بيشوت، أحد جيران عائلة دالي في دخوله إلى عالم الرسم، ففي السابعة من عمره رسم دالي أولى لوحاته، واستطاع في مدرسته أن يلفت النظر إلى رسومه التي تنبأت له بمستقبل بارع، مما دفع بعائلته وأساتذته إلى حثّه على دخول أكاديمية الفنون الجميلة في سان فيرناندو في مدريد. خلال الأشهر الأولى من التحاقه بأكاديمية الفنون الجميلة كان دالي يتصرف كتلميذ نموذجي مبتعداً عن المجتمع المحيط به من أقرانه من التلاميذ.

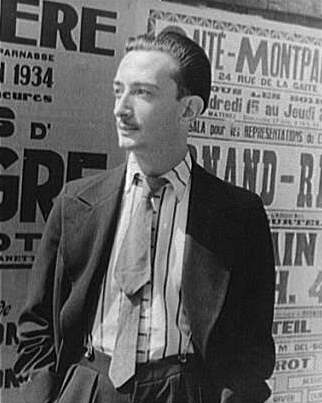
سلفادور دالي

كان دالي يذهب إلى متحف البرادو" كل يوم الأحد، حيث كان يمضي ساعات طويلة مُتسمراً أمام لوحات المشاهير أمثال دييغو فيلاثكيث، فرانثيسكو غويا، وسورباران فرانشسكو، وعندما كان يعود إلى الأكاديمية كان يقوم برسم رسوماً تكعيبية للمواضيع التي شاهدها في هذه اللوحات. وفي ذلك الوقت تعرّف دالي على الفن التكعيبي، إلا أنه ثار على المفاهيم التي يدعو إليها هذ الفن، مما دفع دالي لأن يستبدل ألوان قوس قزح في لوحاته بالألوان الأبيض والأسود والأخضر الزيتوني والبني الداكن فجاءت ألوانه حزينة إلى حد كبير.
في تلك الفترة، لم يغب عن اهتمام طلاب أكاديمية الفنون الجميلة التطور الفني والأدبي الذي كانت تشهده أوروبا وبالأخص المذهب الراديكالي في الفنون والآداب الذي سخر من كل القيم المعترف بها. فقد كان الفنانون والأدباء أمثال لوبيل بونويل، فيديريكو غارثيا لوركا، بدرو غارفياس، ويوجينو مونتير، هم المحركات المحفزة لمجموعة صغيرة من الفنانين الأصوليين ومنهم سلفادور دالي الذي ما لبث أن احتل مركزًا مرموقاً ضمن هذه المجموعة. وكان أعضاء المجموعة يمدحون بحماس لوحات سلفادور التكعيبية التي حوت أفكاره الغريبة.
بدأ دالي يرتاد المقاهي الفنية ويشترك في النقاشات الفكرية الحامية حول الفن والأدب والنساء والجنس. بعدها طُرد دالي من الأكاديمية ومُنع من متابعة الدروس فيها لمدة سنة لأنه دافع بحرارة عن أحد أساتذته اليساريين مما أثار غضب إدارة الأكاديمية فعاد إلى كتالونيا، وهناك أُلقي القبض عليه بسبب أفكاره الثورية وظل في السجن لمدة شهر ثم أُطلق سراحه بعد عدم عثور المحققين على أدلة تثبت اشتراكه في إثارة الرأي العام ضد الحاكم الملكي المستبد في إسبانيا. وبعد انقضاء مدة إبعاده عن الدراسة في الأكاديمية في مدريد عاد إليها ليستعيد فوراً شهرته.
درس دالي المستقبلية الإيطالية، وفي عام 1924 بدأ يهتم بالمدرسة الميتافيزيقية وبمبادئها التي وضعها كل من جيورجيو شبيريكو وكارلوكارا. وقد كان لتلك الفترة أثر كبير في حياته، إذ تعرف فيها على المذاهب الفنية كافةً والتقى بفنانين عالميين مختلفين منهم الشاعر فيديريكو غارثيا لوركا الذي أنجز معه عملاً مسرحياً كان الأول له، ولويس بونييل الذي اختلف معه بسبب آرائه السياسية التي شهدت انقلاباً غريباً من الفكر الثوري إلى البورجوازية الخاضعة لملذات الحياة.
خلال فترة دراسته اهتم دالي بمطالعة مؤلفات فلسفية مثل كتابات نيتشه، فولتير، كانت، وسبينوزا. وقد وجّه دالي اهتمامه الكامل إلى أعمال الفيلسوف ديكارت الذي استند إلى أفكاره في الرسم فيما بعد.
وبعد أن تعرّف على كتابات نيتشه، وبعد انتهائه من قراءة كتاب هكذا تحدث زرادشت عمِد دالي إلى إطالة شاربه ليكون مثل شارب نيتشه، وظل دالي محتفظاً بهذا الشارب حتى نهاية حياته. في عام 1926 بدأ دالي ينظم لقاءات دورية مع رسامين سرياليين أمثال لويس أراغون وأندريه بريتون مما ساهم في بلورة أسلوبه وتفوقه عليهم جميعاً.
في أواخر العشرينات، بدأ دالي يهتم بكتابات سيجموند فرويد عن الأهمية الجنسية للصور اللاشعورية، وفي هذه الفترة انتسب إلى سرياليي باريس، وهي مجموعة من الفنانين والكُتّاب السرياليين، مما أدى إلى التطور الواضح في أسلوب دالي الفنى في هذا الوقت واتجاهه نحو السريالية.

### الحياة الشخصية
تزوج دالي من الروسية إيلينا ديماكونوفا والمعروفة باسم جالا، وقد جاءت جالا إلى فرنسا بمفردها عام 1913 وهي لم تتجاوز التاسعة عشرة من عمرها. وفي عام 1929 التقت بدالي الذي كان يصغرها بعشر سنوات تقريباً. وقد ظهر تأثير جالا الواضح على دالي وعلى أعماله الفنية، حيث كانت حريصة على منع تخيلاته المتطرفة في الحياة والفن من أن تصبح حالة مرضية، وكان هذا الحرص الدائم سبباً في الجاذبية المتصاعدة والمستمرة بينهما إلى درجة أن دالي كان يوّقع على بعض لوحاته باسمه واسم جالا معاً.
كان دالي يكرر فكرته عن ارتباط اسم جالا بالعبقرية، حتى أنه قال ذات مرة: «إن كل رسام يريد أن يكون مبدعاً وينجز لوحات رائعة، عليه أولاً أن يتزوج زوجتي». ومع الوقت تحولت جالا إلى مديرة العلاقات العامة لدالي والمسؤولة عن تسويق منتجاته، وبدوره فقد كان دالي يتعلم كيفية استغلال فضائحه واستفزازاته في مشاريع تجارية مربحة.

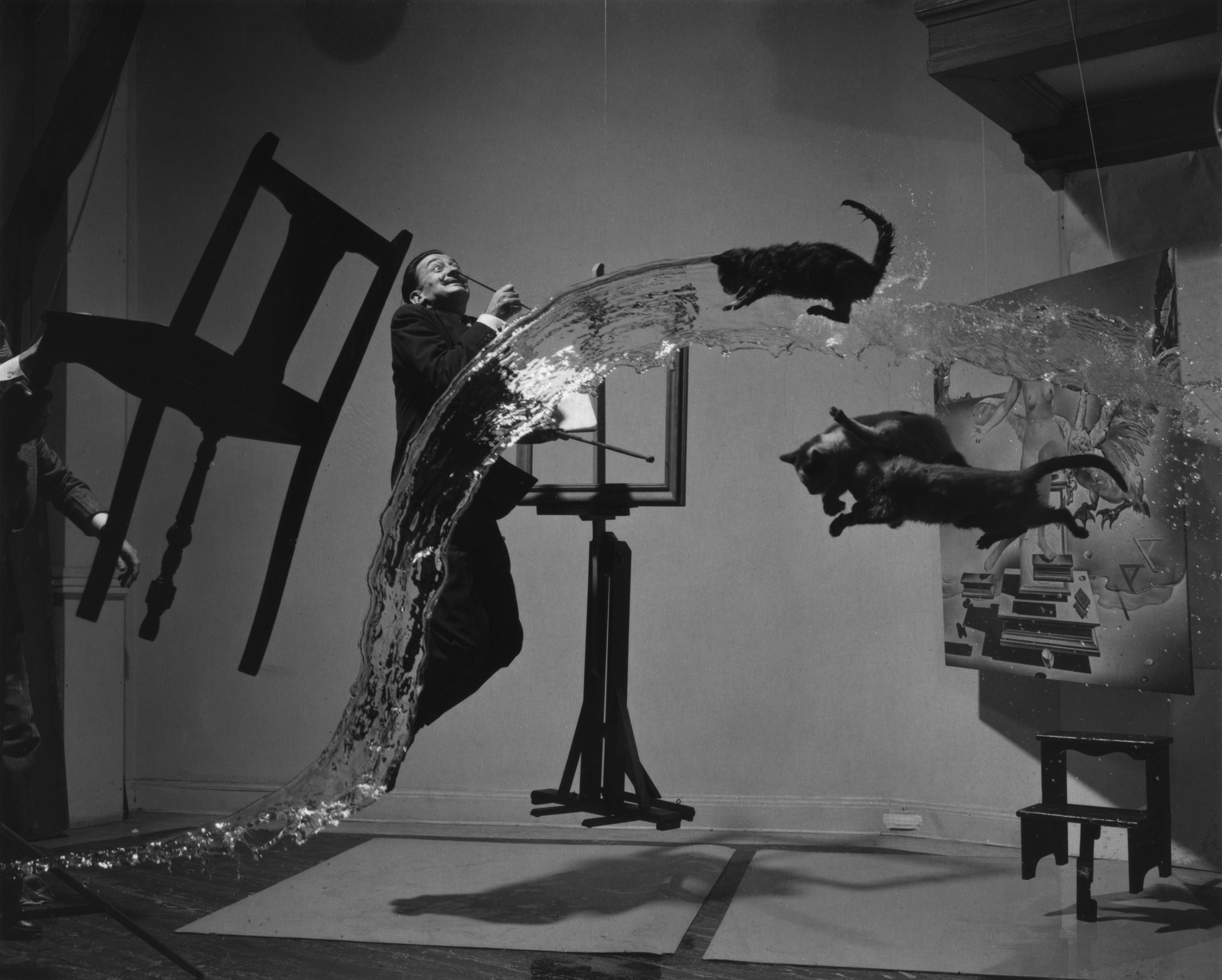
سلفادور دالي

## حياته الفنية
تعرّف دالي في باريس على الشاعر والطبيب النفسي أندريه بريتون والذي كان قد نظّم في عام 1924 «البيان الأول» الذي يُعتبر بمثابة الرسالة التأسيسية للسريالية. ومصطلح السريالية كما عرّفه الشاعر غيوم أبولينير عام 1917 يعنى «ما فوق الواقعية». والسريالية هي مذهب أدبي وفني وفكري أراد أن يتحلل من واقع الحياة الواعية، وزعم أن فوق هذا الواقع واقع آخر أقوى فاعلية وأعظم اتساعاً، وهو واقع اللاوعي أو اللاشعور، وهو واقع مكبوت في داخل النفس البشرية، ويجب تحريره وإطلاق مكبوته وتسجيله في الأدب والفن. وتسعى السريالية إلى إدخال مضامين غير مُستقاة من الواقع التقليدي في الأعمال الأدبية، وتُستمد هذه المضامين من الأحلام سواء في اليقظة أو المنام، ومن تداعي الخواطر الذي لا يخضع لمنطق السبب والنتيجة، وهكذا تُعتبر السريالية إتجاهاً يهدف إلى إبراز التناقض في حياتنا.
وتُعد لوحة «إصرار الذاكرة» عام 1931 هي أشهر لوحات دالي على الإطلاق، واللوحة تصوّر عدداً من الساعات المتعرجة الذائبة والتي تستقر في منظر طبيعي هادئ بشكل مخيف.
في أواخر الثلاثينات توجه دالي إلى نيويورك وبدأ أسلوبه الفنى يتأثر برسّام عصر النهضة رافاييل، وفي هذه الأثناء كانت شهرة دالي قد ذاعت وكثر المعجبون بفنه، وبدأ ينخرط في عالم الأغنياء والأرستقراطيين في المدينة، ويقول دالي في ذلك: «لقد كانت الشيكات تنهمر كالإسهال».
لجأ دالي إلى أساليب ملتوية لتحقيق الشهرة العالمية كتأييده لحكم فرانكو في إسبانيا، وخلال فترة صعود الحزب النازي إلى الحكم في ألمانيا رسم دالي العديد من اللوحات التي تُصور «هتلر» في أوضاع عجيبة، بعضها أنثوي، مما دفع أندريه بريتون والفنانين السرياليين إلى إتخاذ قرار جماعي بفصله من الحركة السريالية بسبب ذلك، إضافة لاتهامه بالولع الشديد بالمال، حتى أن بريتون كان قد أطلق عليه «جشِع الدولارات»، غير أن دالي لم يتأخر في الرد حيث قال له: «ليس بإمكانك طردي، فالسريالية هي أنا».

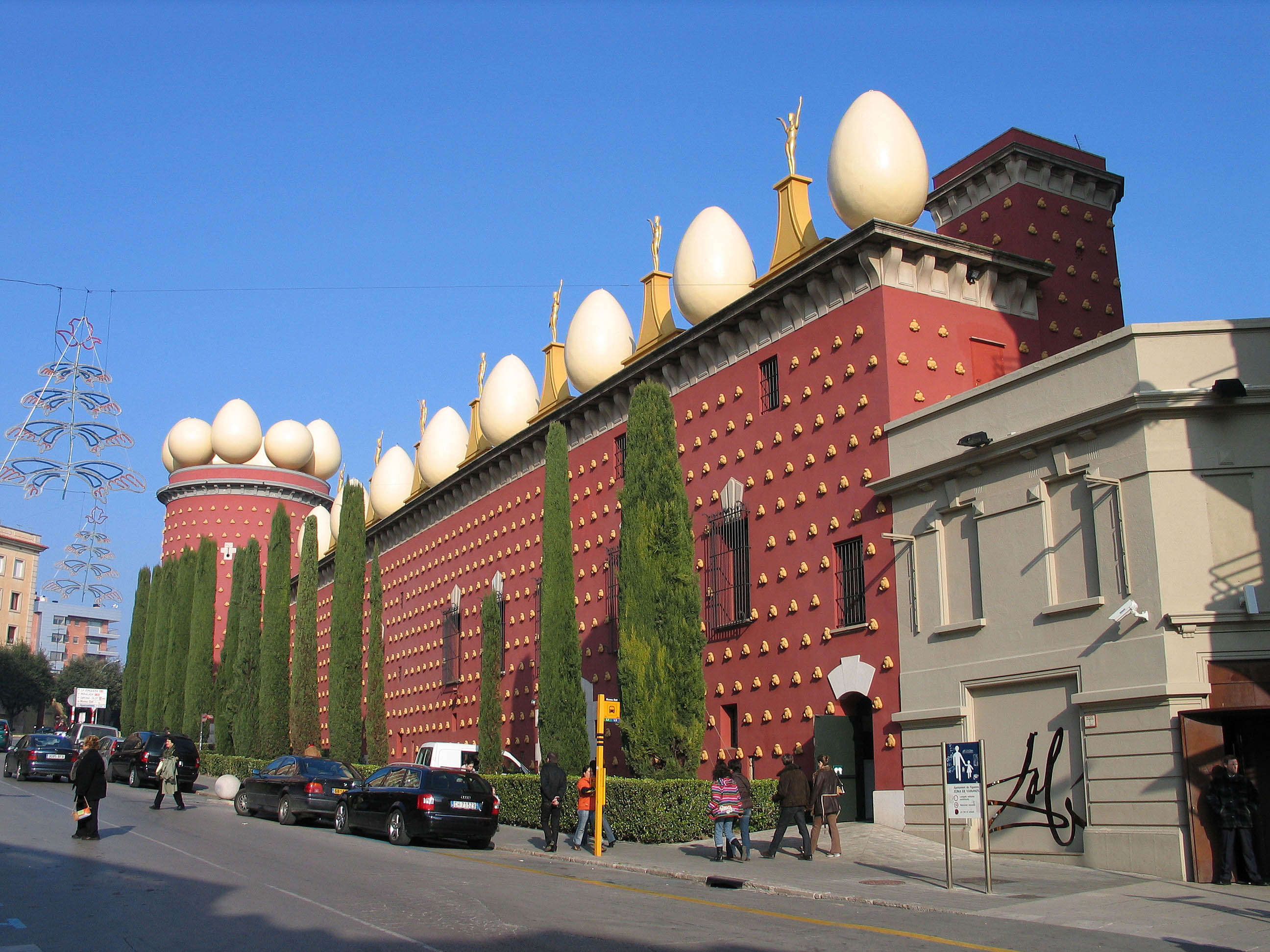
متحف سلفادور دالي

### تحولاته الأخيرة
في عام 1948 عاد دالي إلى كتالونيا، وكانت عودته هذه المرة عودة الابن البار حيث تصالح مع والده بعد فترة قطيعة طويلة. وانطلاقاً من إعجابه المُعلن بالرسامين الكلاسيكيين أمثال فيلاثكيث ورافائيل وفيرمير، انطلق نحو ما سماه «الفن الكلاسيكي الديني» ورسم بعدها عدداً من اللوحات الدينية مثل لوحة «مادونا بورت ليجات» وهي عبارة عن عذراء بوجه زوجته جالا.
في الفترة ما بين عامىّ 1937 و1939 قام دالي بثلاث رحلات إلى إيطاليا وقد وجد روما الكاثوليكية وقد دمرتها التجديدات الحديثة التي أمر موسوليني بها. وتطلّب ميله الجديد للكلاسيكية موضوعية أكثر ودراسة لفنون الرسم في عصر النهضة، فاهتم بقوة بالهندسة والرياضيات وعلم التشريح والمنظور قدر اهتمامه القديم بالإيحاء من اللاوعي.

### أفلامه
عام 1928 كتب دالي في باريس سيناريو فيلم «كلب أندلسي» والذي أخرجه المخرج الإسباني لويس بونويل، ويبلغ طول الفيلم 17 دقيقة وهو مزيج حُلمي غريب، والمشاهد والأفكار لا يمكنها أن تثير تفسيراً عقلانياً من أي نوع: شفرة موسى تفقأ عين فتاة، رجل ينزع فمه من وجهه، بيانو تزينه جثث حمير، نمل يزحف على يد رجل، رجل في الشارع يحمل مكنسة تنتهي إلى يد آدمية يدفع بها الفضلات، ومن الطريف أنه لايوجد في الفيلم أي كلب أو أندلس. وفي عام 1930 كان الفيلم الثاني لدالي وهو بعنوان «العصر الذهبي» والذي يتميز أيضاً بعدم إمكانية تفسيره تفسيراً عقلانياً، وهو من إخراج «بولونيل» أيضاً.

### كتبه
في عام 1964، أصدر سلفادور دالي كتاباً بعنوان يوميات عبقري في باريس، وهو مأخوذ من دفتر يومياته الذي يغطّي المرحلة الممتدة من عام 1953 إلى 1963 من حياته. ويُشكّل الكتاب تكملة لسيرته الذاتية التي صدرت بعنوان «الحياة السرية لسلفادور دالي» والذي يُعتبر من أكثر كتب دالي إثارة.

## وفاته
في عام 1984 احترق دالي في غرفته ضمن ظروف مُريبة ربما كانت محاولة انتحار، لكنه لم يمت وعاش خمس سنوات تالية. في 23 يناير 1989 توفي دالي تاركاً إشارة استفهام ضخمة حول حجم الإرث الذي خلّفه على هامش القائمة الكبيرة من الفضائح التي أصبحت حسب قوله تشكّل جزء من التراث الشعبي.

## من أعماله

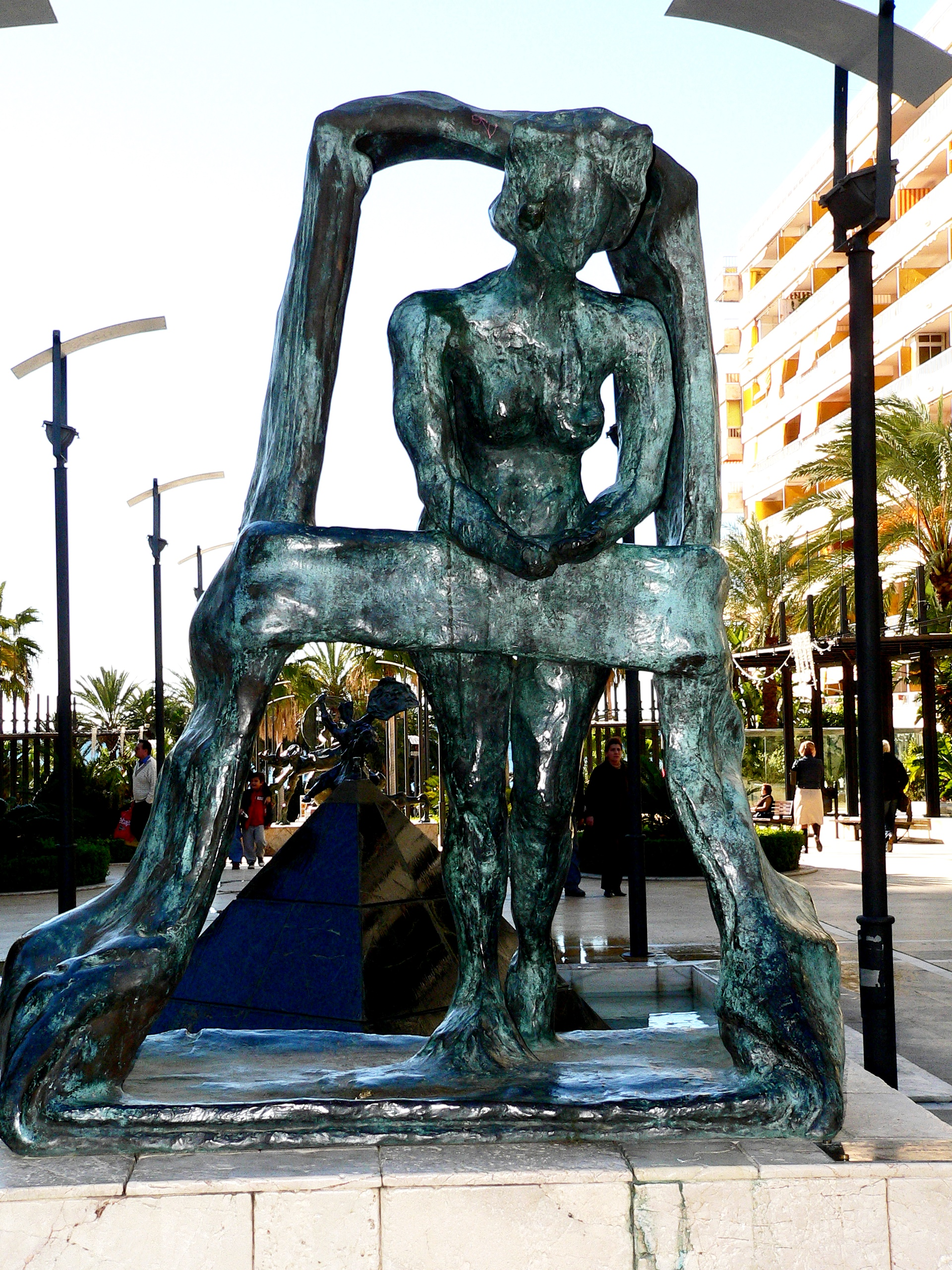
منحوتة لسلفادور دالي في ماربيلا، إسبانيا
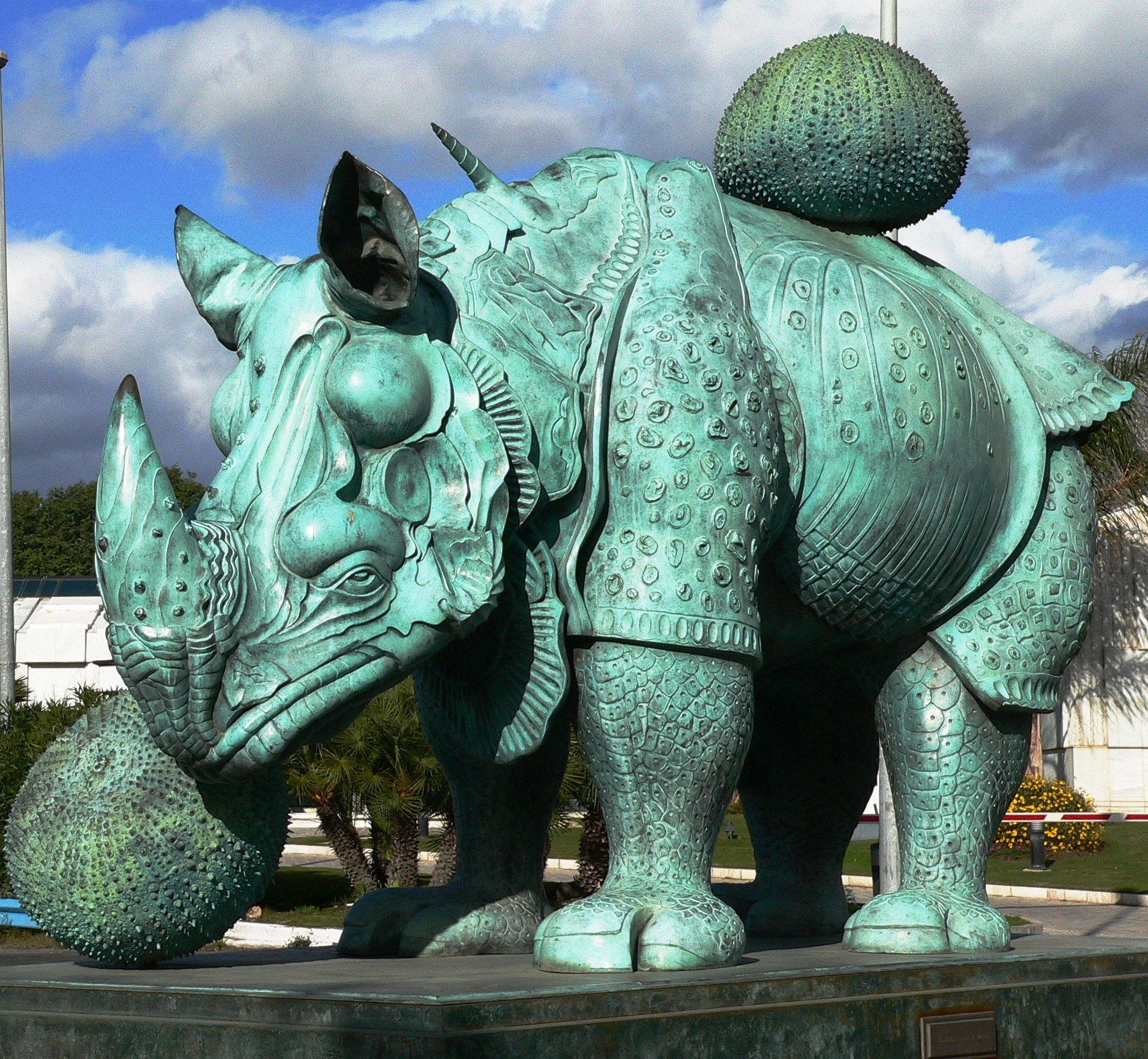
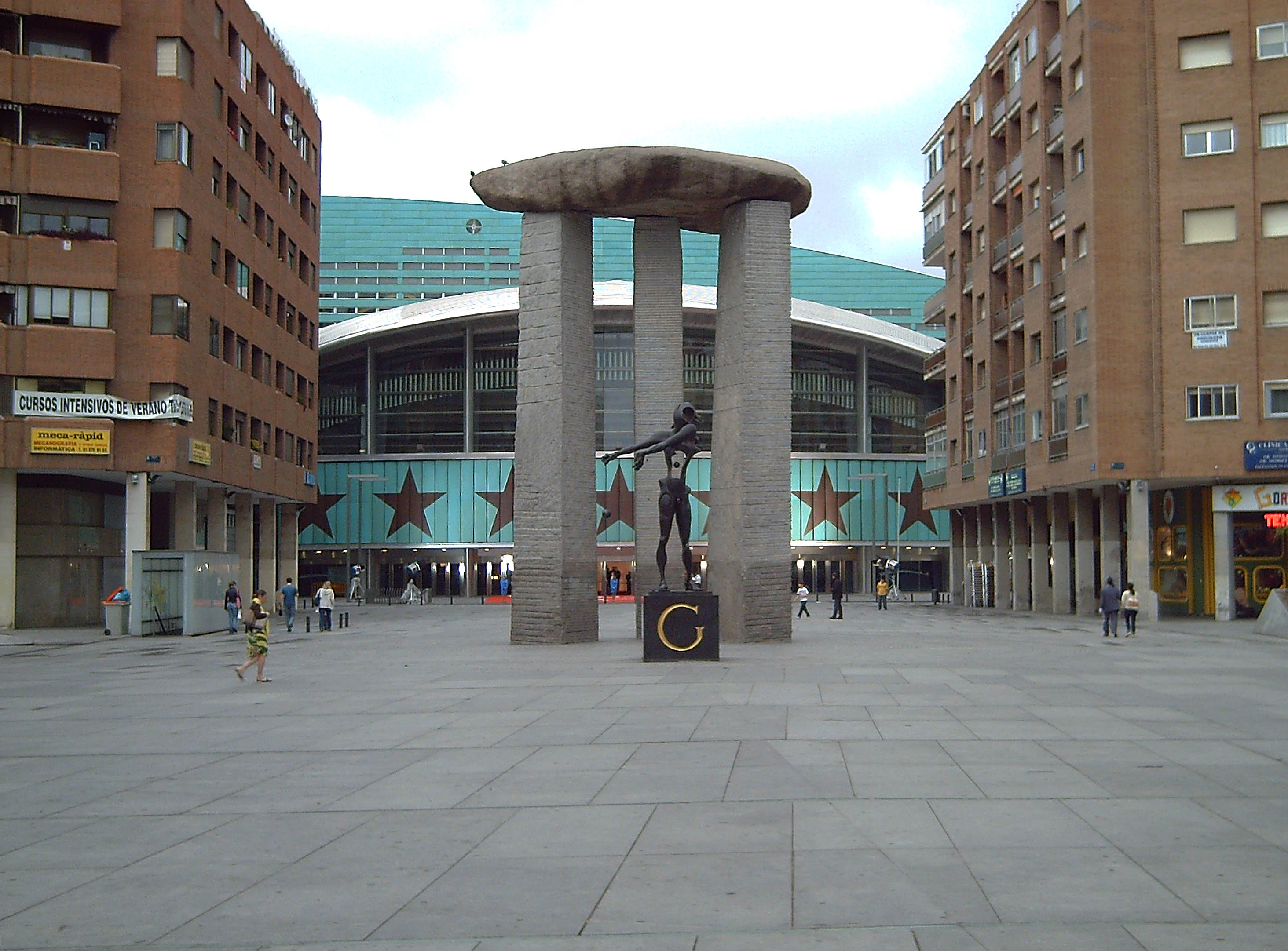
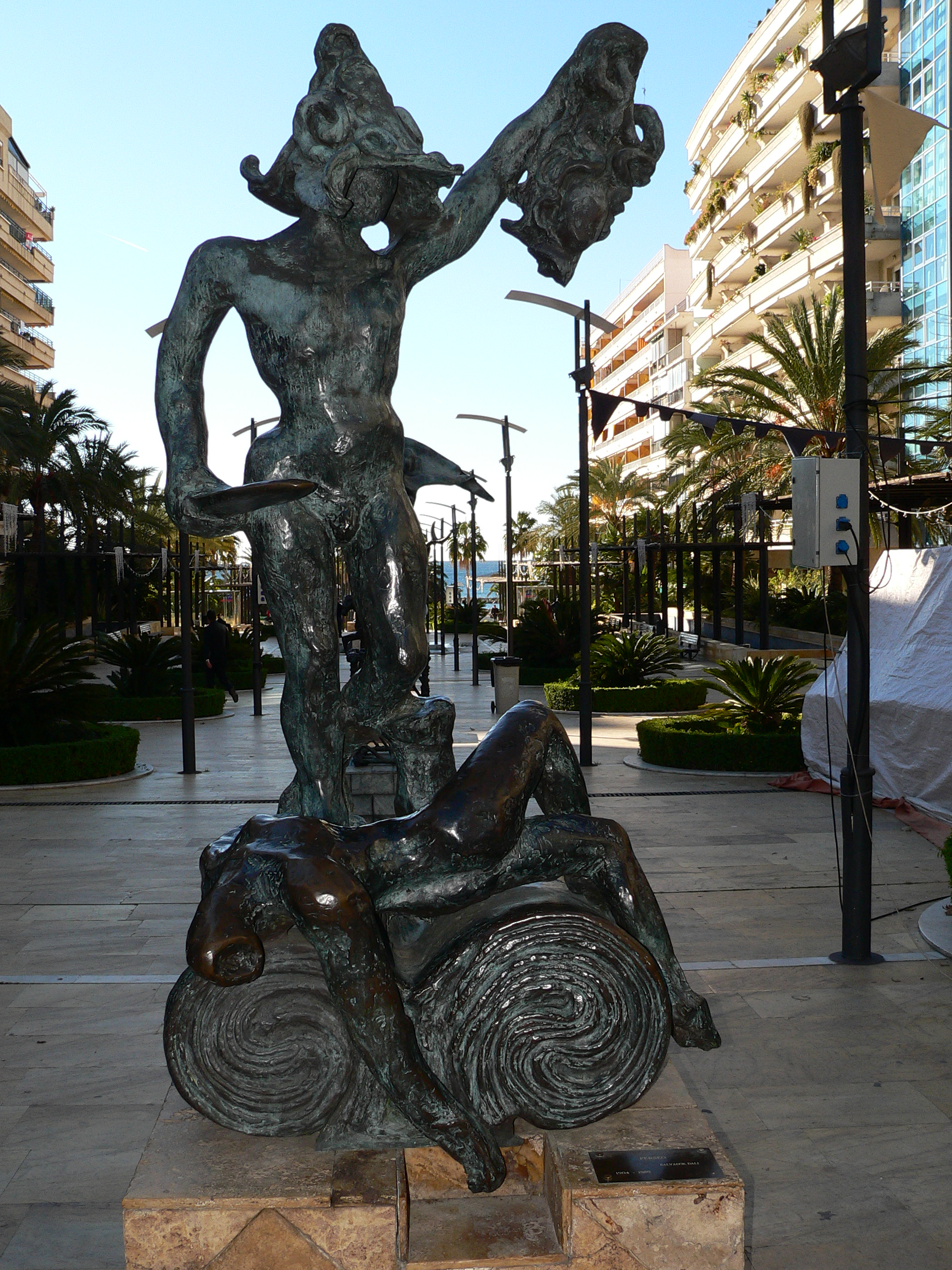

## اقرأ أيضا
- نيكي دي سانت فال
- بيكاسو
- هندرتفاسر

## وصلات خارجية
- سلفادور دالي على موقع أرشيف الشارخ.
- سلفادور دالي على موقع IMDb (الإنجليزية)
- سلفادور دالي على موقع الموسوعة البريطانية (الإنجليزية)
- سلفادور دالي على موقع مونزينجر (الألمانية)
- سلفادور دالي على موقع ألو سيني (الفرنسية)
- سلفادور دالي على موقع ميوزك برينز (الإنجليزية)
- سلفادور دالي على موقع أول موفي (الإنجليزية)
- سلفادور دالي على موقع قاعدة بيانات الأفلام السويدية (السويدية)
- سلفادور دالي على موقع إن إن دي بي (الإنجليزية)
- سلفادور دالي على موقع ديسكوغز (الإنجليزية)
- سلفادور دالي على موقع قاعدة بيانات الفيلم (الإنجليزية)
- (بالإنجليزية) متحف سالفادور دالي
- دراسات بالعربية عن الفنان سلفادور دالي محمد سمير عبد السلام - دالي.. حلم النص وأسطورة الفوتوغرافيا
- سلفادور دالي: العبقرى المجنون

رسوم سلفادور دالي الفنية
- (بالإنجليزية) أعمال فنية 1910–1928
- (بالإنجليزية) أعمال فنية 1929–1935
- (بالإنجليزية) أعمال فنية 1936–1939
- (بالإنجليزية) أعمال فنية 1939–1946
- (بالإنجليزية) أعمال فنية 1946–1962
- (بالإنجليزية) أعمال فنية 1962–1989
- (بالإسبانية) 34 لوحة فنية لسلفادور